# Faat Zakirov
Faat Zakirov (né le 3 janvier 1974) est un coureur cycliste russe.

## Biographie
En 2001, Faat Zakirov intègre l'équipe polonaise Amore & Vita-Beretta. Cette année-là, il domine le Tour de Slovénie, en s'adjugeant deux étapes et le classement général de l'épreuve. Il s'illustre également en fin de saison en prenant la quatorzième place du championnat du monde, remporté par l'Espagnol Óscar Freire au terme d'un sprint massif.
En mai 2002, Faat Zakirov, alors membre de la formation Ceramica Panaria-Fiordo est avec l'Italien Roberto Sgambelluri le premier coureur contrôlé positif au Nesp, une forme d'EPO synthétique détectable par test urinaire. Le résultat de ce contrôle effectué juste avant le départ du Tour d'Italie est annoncé lors de ce même Giro, dont Zakirov est exclu. Le Tribunal arbitral du sport prononce à son encontre une suspension d'un an ferme suite ce test.

## Palmarès
- 1992
  - Trofeo Buffoni
- 1996
  - 3ea étape du Tour de Lleida
- 1999
  - Tour de Macédoine :
    - Classement général
    - 2e, 4e et 6e étapes
- 2000
  - Tour de Macédoine :
    - Classement général
    - 1re, 3e et 6e étapes

  - Friendship People North-Caucasus Stage Race
  - 2e du Tour de Tarragone
  - 2e du Tour de Bulgarie
- 2001
  - Tour de Slovénie :
    - Classement général
    - 3e et 6e étapes
- 2002
  - 3e du Tour des Apennins

## Résultats sur les grands tours

### Tour d'Italie
- 2002 : exclu